# Quaestiones finitae
Le quaestiones finitae sono esercizi retorici, su particolari casi giuridici: in ogni epoca di sviluppo del diritto, sono stati attinti dalla concreta esperienza dei tribunali coevi, ma anche da casi storici e immaginari.

## Storia

### Nell'antichità
Venivano condotte in base a norme del diritto romano, ma anche greco e, sempre più spesso, in base a norme inventate, il che ne incrementò gli aspetti romanzeschi e irreali.
Erano anche chiamate causae, secondo la dicitura scelta dallo stesso Cicerone: egli per primo ne canonizzò il metodo, nei suoi studi, richiamando il termine ellenico "ipotesi" (dal greco hypothéseis).  
Si contrapponevano però alle quaestiones infinitae, appartenenti a discipline diverse da quella giuridica: anche esse erano in voga ai tempi della gioventù e degli studi di Cicerone.

### Nel Medio Evo
L’attività dei Glossatori, cioè dei giuristi di scuola che tra la fine dell’XI e la prima metà del XIII secolo si preoccuparono di corredare l’intero testo del Corpus iuris civilis giustinianeo di un apparato continuo di glosse marginali, contrariamente a quanto si pensa comunemente, non fu un’attività puramente ‘esegetica’, perché usavano tutti gli strumenti grammaticali e dialettici e soprattutto "la formulazione di quaestiones (‘problemi, quesiti’), che solo alla fine del Duecento cominceranno a essere raccolte autonomamente, dando vita a una letteratura che più avanti sfocerà nella stagione dei grandi Commentatori". "Altre questioni, relative alla portata di uno o più testi di legge apparentemente discordanti (quaestiones legitimae), vennero discusse dai Glossatori in opere scritte con taglio dialogico: così taluni scritti di Rogerio, così le eleganti Quaestiones de iuris subtilitatibus (...) A loro volta, le questioni discusse in classe da Bulgaro (il primo ad essersi cimentato in questo genere di esercitazione didattica) furono raccolte da un allievo; in seguito, Giovanni Bassiano, Pillio ed Azzone, tra gli altri, composero raccolte di questioni (...) Le questioni presentano casi teorici e di scuola o anche casi effettivamente verificatisi (quaestiones de facto emergentes), gli uni e gli altri scelti in modo da appassionare gli studenti al ragionamento giuridico".

### In epoca moderna
Il metodo attinto dalla pratica forense valorizza i casi esemplari in ambito anglosassone, dove dal diritto comune si è mutuato il sistema di insegnamento per cases and questions.
Tuttavia, la rappresentazione simulata di un vero e proprio processo è utilizzata anche al di fuori dell'ambito formativo: con il mock trial gli avvocati negli Stati Uniti d'America si preparano anche per un processo reale, persino impiegando volontari come attori per mettere alla prova schemi accusatori o difensivi o per sperimentare la reazione di una giuria-tipo.

## Differenze
Un processo postumo può essere condotto a scopo pedagogico o esemplare (e quindi coincide con un mock trial), ma nella storia si sono verificati - in circostanze straordinarie e tendenzialmente su decisione politica - anche giudizi post mortem per motivi concreti: la dichiarazione legale che l'imputato è stato colui che ha commesso il crimine (e quindi implicitamente che il crimine è stato accertato), per assolvere una parte già condannata o per rendere giustizia a favore dei familiari delle vittime.
Anche il moot trial - senza un reale interesse alla statuizione in concreto, ma per la proclamazione per esempio di un principio di diritto - può essere intrapreso exempli causa per dei discenti; quando però ha la sua formale proposizione in giudizio, può dare luogo all'inammissibilità come lis ficta.
Si possono infine fondere le due ipotesi processuali (postumo e moot) quando, dopo molti anni da condanne ingiuste, "forse è giusto annullare le condanne inflitte e mai ritirate".